# Aliaxandr Tsarevich
Aliaxandr Tsarevich –en bielorruso, Аляксандр Царэвіч– (Minsk, 13 de diciembre de 1986) es un deportista bielorruso que compitió en gimnasia artística. Ganó una medalla de bronce en el Campeonato Europeo de Gimnasia Artística de 2013, en la barra fija.

## Palmarés internacional
| Campeonato Europeo | Campeonato Europeo | Campeonato Europeo | Campeonato Europeo |
| Año                | Lugar              | Medalla            | Prueba             |
| ------------------ | ------------------ | ------------------ | ------------------ |
| 2013               | Moscú (Rusia)      | Medalla de bronce  | Barra fija         |